# Sorria e Morra... Outra Vez!
Say Cheese and Die... Again! (No Brasil:Sorria e Morra... Outra Vez! e sem edição em Portugal) é um dos livros da série Goosebumps. O livro é uma continuação de enredo do livro Sorria e Morra.

## Sinopse
Greg precisava contar uma história real na disciplina de inglês. Ele falou de uma câmera fotográfica amaldiçoada que encontrou numa casa abandonada com seus amigos Michael, Pardal e Shari. O professor Azevedo não acreditou na história e lhe deu nota 2. Greg decidiu provar que estava falando a verdade, pois se tirasse nota 2 no trabalho não poderia ir visitar seus primos nas férias. Greg jantou depois da escola e seus pais decidiram sair, seu irmão Terry foi trabalhar numa loja de câmeras fotográficas e Greg pegou sua bicicleta indo até a velha mansão Coffman onde estaria a câmera. A casa havia sido comprada e demolida, mas um menino chamado Jon, filho dos compradores avistou Greg com pensamento de que ele era um ladrão. Depois de Greg e Jon conversarem, descobriram onde estava a câmera. Acidentalmente Greg bateu uma foto de Jon na qual Jon havia pisado em um prego. Em seguida Jon estava com um prego no pé e foi levado ao hospital.
Greg estava indo para a escola e Shari não queria que ele levasse a câmera, e por isso começaram a discutir até a máquina bater uma foto de Shari acidentalmente. Era um negativo e na foto Shari estava espantada. Acharam que a máquina estava estragada e Shari bateu uma foto de Greg. Ele estava com uns 200 quilos. Foram para a escola, mas o senhor Azevedo havia faltado e estava uma substituta.
Greg notou que havia engordado. Na escola ele mostrou a câmera e a foto de Jon, porém o professor Azevedo disse que a foto era falsa e não acreditou. Greg encontrou Shari na enfermaria e ela estava magra. As roupas de Greg estavam se rasgando e as de Shari caindo. Levaram as fotos até onde Terry, o irmão de Greg trabalhava. Fizeram um positivo da foto de Shari e um negativo da de Greg. Assim que acordaram na manhã seguinte voltaram ao normal.

## Personagens

### Personagens Principais
- Greg Banks: Amigo de Pardal, Shari e Michael. Ele busca a máquina.
- Shari: Vizinha e amiga de Greg, Pardal e Michael. Neste livro ela e Greg sofrem com a máquina.
- Sr. Azevedo: Professor de inglês de Greg. Mais conhecido como Sr. Azedo.

### Personagens Secundários
- Dr. Weiss: Um médico da cidade de Pits Landing.
- Michael: Amigo de Greg,Shari e Pardal.
- Pardal: Amigo de Greg,Shari e Michael.
- Terry Banks: Irmão de Greg e trabalha numa loja de máquinas fotográficas.
- Sr. Banks: Pai de Greg e Terry.
- Sra. Banks: Mãe de Greg e Terry.
- Brian: Um garoto da mesma escola de Greg. Mais conhecido como Sumô Um.
- Donny: Um garoto da mesma escola de Greg. Mais conhecido como Sumô Dois.
- Jon: Um garoto da mesma idade de Greg.
- Aranhão: Um dos criadores da maquina fotográfica do mal.

### Outros
- Pai de Jon.
- Arquiteto do Pai de Jon.
- Colegas de Greg.
- Professora substituta do Sr. Azevedo.
- Dono da loja de máquinas fotográficas (onde Terry trabalha).